# Charpente à courbes

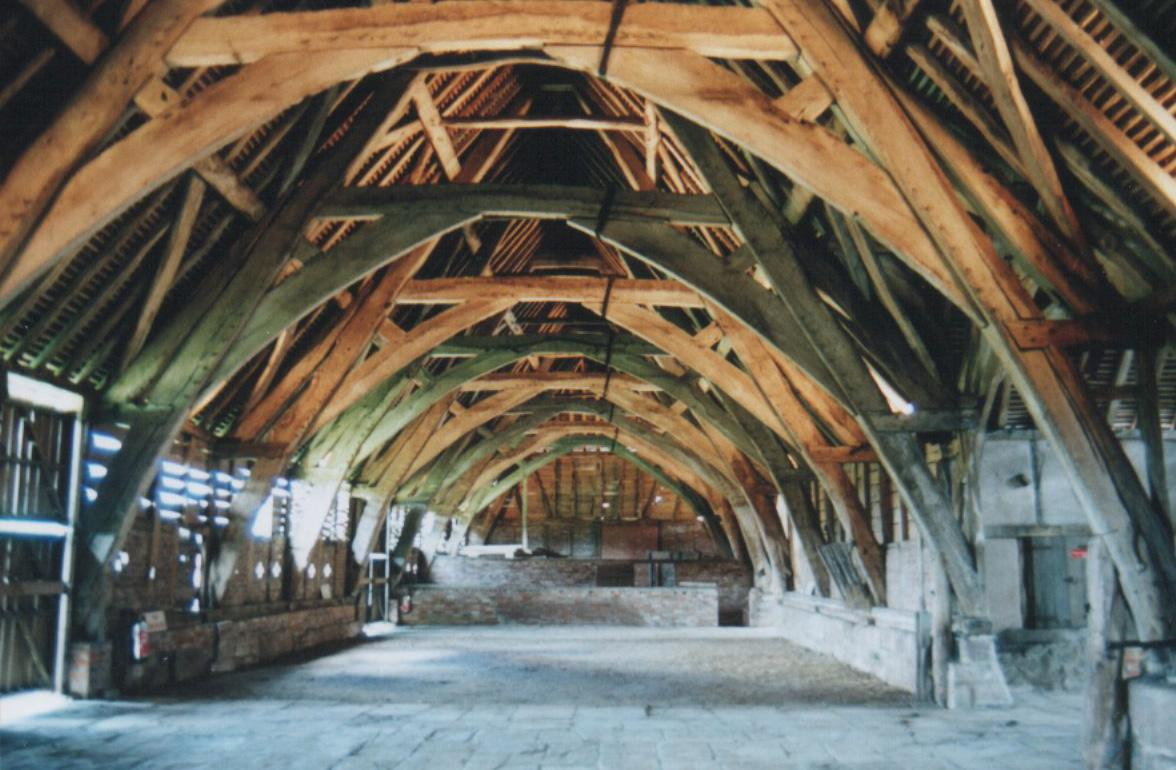
Charpente à courbes : Leigh Court Tithe Barn, Worcester, Angleterre.

La charpente à courbes (en anglais cruck construction) repose sur l'emploi de fermes (cruck trusses ou frames) où les arbalétriers sont de profil courbe (cruck blades ou crucks). Il s'agit d'une technique de charpenterie ancienne (XIVe – XIXe siècles), complexe et largement répartie en France et en Europe.

## Description

### Les arbalétriers courbes
Si les arbalétriers courbes vont du faîtage jusqu'à la base des murs gouttereaux, sans s'assembler sur un entrait (ferme non triangulée), on parle de courbes au sol (full crucks).

Si les arbalétriers courbes reposent sur un entrait (ferme triangulée), on parle de courbes supérieures (upper crucks).

Si les arbalétriers courbes reposent en hauteur sur une sablière[Quoi ?], ou sur des dés encastrés, dans les murs, on parle de courbes perchées (raised crucks).

### Les assemblages sommitaux
Différents assemblages sommitaux sont possibles. Ils peuvent être assurés
- par une petite pièce transversale, appelée joug, à mi-bois et chevillée, placée sous la faîtière (yoked apex),
- par un joug, reliant par tenons et mortaises les arbalétriers, placé sous la faîtière,
- par un assemblage des arbalétriers, croisés à mi bois et chevillés, supportant la faîtière, dit assemblage "a crabo".

Les bases des grands arbalétriers, dont les couples varient de deux à six, selon la longueur du bâtiment couvert, sont soit noyées dans la maçonnerie, soit en appui sur des dés de pierre pris dans les murs ou encore visibles parfois à l'extérieur, en débord des murs.
Les charpentes à courbes sont essentiellement à couverture de chaume. Malgré les travaux des pionniers des années 1970 et 1980, elles sont restées largement ignorées des milieux de l’ethnologie et de l’Inventaire en France.